# Elena Cyplakova
Elena Cyplakova (Leningrado, 13 novembre 1958) è un'attrice e regista russa.

## Vita privata
Per la prima volta, Tsyplakova sposò un collega del Teatro Maly di nome Sergei, laureato della Scuola Shchepkin. La registrazione del matrimonio avvenne a Riga, dove il Teatro Maly era in tournée. Testimoni sono stati l'attore Boris Galkin e l'attrice Irina Pechernikova. Il matrimonio durò meno di un anno. ha studiato nella stessa classe con Marina Levtova e l'ha portata a recitare, quindi è diventata un'attrice cinematografica
Una lunga relazione nei primi anni 1980 collegò Tsyplakova con il suo partner nel Teatro Maly, Vitaly Solomin.. Nel 1984, Tsyplakova sposò il dentista Sergei Maksimovich Lipets. La coppia ha vissuto insieme per più di dieci anni.
Nel 2005, si sposò per la terza volta con Pavel Shcherbakov. Elena Oktyabryavna non ha figli.

## Filmografia parziale

### Regista
- Na tebja upovaju (1992)
- Semejnyj tajny (2001)